# Kreis Greifswald
De Kreis Greifswald was een Kreis in de Bezirk Rostock in de Duitse Democratische Republiek.
De Kreis is ontstaan uit de Landkreis Greifswald, die op 25 juli 1952 na de opheffing van de deelstaten aan het nieuw gevormde Bezirk Rostock werd toegewezen. De aan de westoever van de Peenestrom gelegen gebieden (rond Wolgast en Lassan) werden daarbij aan de nieuwe Kreis Wolgast toegewezen, het zuidelijke deel rond Ziethen en Murchin aan de Kreis Anklam in de Bezirk Neubrandenburg. Op 1 januari 1974 werd de hanzestad Greifswald een zelfstandige stadtkreis. Vanaf 17 mei 1990 werd de kreis als landkreis aangeduid. De Landkreis Greifswald werd op 3 oktober 1990 als onderdeel van de nieuw gevormde deelstaat Mecklenburg-Voor-Pommeren opgenomen in de Bondsrepubliek Duitsland. Op 4 juni 1994 werd de landkreis opgeheven en vormde sindsdien tot aan de herindeling van 2011 samen met de eveneens opgeheven landkreisen Anklam en Wolgast de Landkreis Ostvorpommern.

## Steden en gemeenten
De Landkreis Greifswald bestond op 3 oktober 1990 uit 33 gemeenten, waaronder 1 stad:
| - Bandelin - Behrenhoff - Breechen - Brünzow - Dargelin - Dersekow - Diedrichshagen - Gribow - Groß Kiesow - Groß Petershagen - Gützkow, stad | - Hanshagen - Hinrichshagen - Kammin - Karlsburg - Katzow - Kemnitz - Kölzin - Levenhagen - Loissin - Lubmin - Lühmannsdorf | - Lüssow - Mesekenhagen - Neu Boltenhagen - Neuenkirchen - Ranzin - Rubenow - Wackerow - Weitenhagen - Wrangelsburg - Wusterhusen - Züssow |